# Positiv Energy
Positiv Energy è il terzo album di Laurent Wolf.

## Tracce
1. Rock Machine
2. Phunky Star
3. Love
4. Dancing
5. Morning Light
6. Diso Revenge 2004
7. Saxo
8. Calinda
9. Baccara
10. Brazilian Affair
11. Lyo
12. Sunshine Paradise
13. About That
14. Work
15. Opera House